# アームズラリー
『アームズラリー』（ARMS RALLY）は、2007年にテレビ東京のファイテンション☆デパート内で放送された短編Flashアニメーション作品。各話6分、全11話。制作は弥栄堂。

## 概要
タクラマカン砂漠奥地にある「ブラウ油田」の所有権を巡って開催された長距離武装自動車レース「アームズラリー」に参加したチームムラクモの日常や他チームとのバトル、他のレース参加者や開催地である"大陸"に住む人々との交流や対立などを描く冒険活劇。
世界観は弥栄堂がこれまでに制作した一連の短編アニメシリーズ『甲鉄傳紀』と同一のレトロフューチャーであり、同シリーズに登場する装脚戦車や戦闘飛行船などのメカニックがゲスト的に出演している。
企画段階でのタイトルは「熱砂大横断」であり第1話のサブタイトルに流用されている。

## 登場キャラクター
主要キャラクターは放送終了後の2012年に『甲鉄傳紀』シリーズの世界観設定の刷新に伴い一部の設定が変更されている。
谷中エージ
ムラクモ号の無線士を務める少年。12歳。もともとはシャチョーの工場に出入りしていた。
機械いじりが得意だがよく機械を壊してはシャチョーに怒られていた模様。
シャチョーの陰謀に巻き込まれる形で大陸にやってきたが、本人はこの大冒険に胸を躍らせている。
千駄木イシロー
ムラクモ号の車長兼砲撃手。通称シャチョー。国防軍の退役軍人で最終階級は中尉。放送当時は予備役の中尉という設定だった。
退役後は下町で自動車修理工場を経営していたが、元上官の推薦でアームズラリーに参加することとなった。
好物はラムネ。
根津アキラ
ムラクモ号の操縦手。20歳。
もともとはシャチョーの工場で働いていた整備士で、エージとともに連れてこられた。
無口であまり表情を見せないが、彼なりに冒険を楽しんでいる様子。
吉備原イセリ
チームムラクモの支援飛行船カグヤマの通信士。21歳。
幼年電信学校出身の優秀な下士官。
貧しい農家の生まれの苦労人で曲者ぞろいのチームでは唯一の良心。
放送当時は20歳で病床に伏す兄がいるという設定だった。
五木リンタロー
チームムラクモの監督を務める国防軍の大尉。通称カントク。現役時代のシャチョーとは名コンビだった。
「ピンチになると燃える」といわれるほど前線のスリルを楽しむ性格で、アームズラリーでの監督業は彼にとっては退屈な任務である。
好物は甘酒。
田子浦＆鴨鳥
飛行船カグヤマの乗組員でカントクの部下。
大柄のほうが操縦手の鴨鳥軍曹、小柄のほうが前方機関銃手の田子浦伍長。
二人とも三色団子が好物。
千駄木ミキ
シャチョーの妻で従業員たちの母親的存在。
シャチョーをなだめる良き妻だったが、ある年の瀬に起きた害獣駆除機「ウシガエル」の暴走による玉突き衝突事故に巻き込まれて他界した。
張本・マサオ・ペカルスキー（シュマリ）
アイヌモシリ民主共和国（社会主義国家として独立した北海道）代表「チームフレ・イメラ」のリーダーにして親愛なる大元帥同志の長男。
シュマリの名は当人曰く尊称で、大会登録名でもある。
共和国においては将官待遇だが、極端に幼稚な性格の20歳。通称バ閣下。
好物はメロンソーダ。
川口カイジ＆滝沢ホウセイ
シュマリとともにフレ・イメラ号に乗り組む共和国軍の上尉。操縦手が川口、砲撃手が滝沢。劇中ではもっぱら「（シュマリの）家来」と呼ばれる。
シュマリの護衛と世話係を務める苦労人である。
もともとは特務機関のエリートで特殊工作活動を得意とする。
イワン＝ゴンチャロフ
「チームカポニエール」所属の砲撃手。馬鹿笑いのゴンチャロフの異名を持つ。
怪力の大男で巨大な砲弾を軽々と扱うが、妻スカヤには頭が上がらない小心者。
スカヤ＝ゴンチャロフ
カポニエール号の車長でイワンの溺愛する妻。
若いころは村でも評判の美人だった。
スコット＝トレース
連合王国代表「チームクルセーダー」のリーダー。連合王国陸軍の大佐で部下のバージル、アラン両少佐とともに出場。
戦闘よりも行政事務に関心を持つが、不屈の精神を併せ持つ。
好物は紅茶で異名も紅茶好きのスコット。
マオ隊長
大陸の国民政府を打倒するべく活動する革命軍の戦車隊長。
馬賊出身で重戦車を率いて遊撃戦を展開している。
リン・ユン
国府軍の要塞都市の地下街に住んでいる少女。都市内の争いで両親を失いシャオ・シーに拾われて店で働いている。
好物は油条。
シャオ・シー
要塞都市の地下街でジャンク屋を経営している胡散臭い商人。英国紳士を自称している。
店には大砲から大観音像までなんでも売っている。
好物は角砂糖。
漢字表記は「少石」であり店の看板に掲げられている。
チャン隊長
要塞都市に駐留する国府軍の憲兵隊長。小柄で甲高い声が特徴。
一〇〇年以上にわたる内戦で戦う意義を失った国府軍を象徴するかのように、私腹を肥やすことにのみ奔走する。
宇梶モトヒサ
チームフレ・イメラの監督で共和国大元帥家を守護する「赤衛師団」の上佐。通称ウカジ。
大元帥からの信頼も厚いが、先代大元帥の提唱した思想を強く信奉するあまりに現体制を憂いてクーデターを画策していた。
福嶋サチ
ウカジの副官を務める共和国軍中尉。
本来は共和国労農党から部隊の思想統制を目的として派遣されたが、好んでウカジに付き従うようになった。

## 登場メカニック
作中世界では20世紀半ばに石油が枯渇しているため、乗り物などの動力源は木炭を用いる代燃炉が一般的になっているほか、飛行船が空の主要な乗り物となっている。
なお、下で記述するもの以外にも、名称不明のメカニックが多数登場している。
ムラクモ
チームムラクモが使用する装輪装甲車。
隅宮川瓦斯電氣が開発・製造した國防軍（國土防衛軍）の警備用装甲車「三式装甲自動車乙型」を改造したもので、過酷なアームズラリーの行程もあって故障回数は多い。乗員は3名。
動力は隅宮川製の105馬力空冷6気筒発動機で、車体後部に甲號代燃炉（國策代燃炉「おおすみ」の軍用型）を接続している。武装は旋回砲塔に装備された歩兵砲（三六式車載榴弾砲）と重機関銃が1門ずつ。
第9話にて国府軍の要塞都市で改造が行われ、車体各所に増加装甲が追加装備され、武装が速射可能なドナウメタル社製ゲルリッヒ砲と特殊臼砲各1門に換装された。
形状は実在したヴィッカース・クロスレイ装甲車をモデルとしている。
放送当時は荒川ガス製で六四式代燃炉を接続しているという設定だった。
フレ・イメラ
アイヌモシリ民主共和国代表「チームフレ・イメラ」が使用する装甲車。名称は「赤い雷」を意味する。
特注された最新型の車両であり、射撃精度も高い。乗員は2名から3名であり、武装は長砲身の四十五粍速射砲1門を旋回砲塔に装備。
なお、搭載されている照準器の表示は第二次大戦時のドイツ軍戦車のものに酷似している。
クルセイダー
連合王国代表「チームクルセイダー」が使用する装甲車。「マンモス重装甲指揮車」を改造したもので、重装甲と快適な居住性を誇るが鈍足であり、目立った武装も有していない。側面スポンソンの銃眼からブレン軽機関銃などを突き出して応戦が可能。
度々攻撃を受けて小破もしくは中破しているが、その度に修復・復活しており、アームズラリー随一と言われる生存性を誇っている。乗員は3名。
ライトニングバッファロー
アームズラリーに参加した装甲車のうちの一両だが、所属国家は不明。偵察用装甲車「M13ロードランナー装甲車」を改造した。
高い速度性能を誇るが、その反面武装は後部の旋回機銃1門と乏しい。
なお、車体の形状は実在するバブルカーFMR・Tg500に、操縦席および旋回機銃座の形状は実在する雷撃機TBF アベンジャーのものに類似している。
カポニエール
ロシア代表「チームカポニエール」が使用する装甲車。作中では名称は登場しない。
「BM-33重装甲車」を改造し、車体後部の旋回砲塔に六十五粍低圧滑腔砲1門と側面スポンソン部分に機関銃2丁という重武装を誇る。
コース中の谷の前に陣取り、その火力によって谷へと向かってくる他チームの装甲車を撃破するという戦術を用いていた。乗員は2名。
BRDM十八型裝脚偵察車
作中世界で広く使用されている「装脚車両」（「起重脚」を用いて歩行を行う小型車両）の一種。
蘇同盟によって開発された二足歩行の偵察用車両で、蘇同盟陣営を始めとする各国で広く使用されている。作中にはアイヌモシリ民主共和国が使用する車両が登場した。
武装は車体上部の旋回砲塔（BTR装甲車のものの流用）にKPV十四．五粍車載重機關銃とゴリノフ四十三年式七．六二粍重機關銃を備えている。
元は『甲鉄傳紀』の一編「装脚戦車の憂鬱」に登場したメカで、後に「端ノ向フ」で国防軍に鹵獲されたものが登場している。
カグヤマ
チームムラクモの支援用飛行船で、弾薬やラムネなどの補給物資の調達が主任務。原型となったのは國防軍の「九七式巡航飛行船」である。
複葉の主翼を有する一種のハイブリッド飛行船で、動力としてゴンドラの先端部と両翼に星型7気筒エンジンを計3基装備。また、自衛用の武装として重機関銃4丁を有する。作中で確認できる乗員は4名。
Tu-162戦闘飛行船
チームフレ・イメラの支援用飛行船。ツポレフ製。元は蘇同盟陣営の標準型戦闘飛行船であり、地上攻撃や敵飛行船との戦闘などの多種多様な任務をこなす。
武装として八十五粍榴弾砲1門、四十五粍速射砲4門を旋回砲塔に納めて装備するほか、地上爆撃用の爆弾倉も有している。また、アームズラリーに参加したアイヌモシリ民主共和国の機体は、主砲塔にろ式閃光弾を懸下することも可能。
元は『甲鉄傳紀』の一編「通勤大戦争」に登場したメカである。
Yak-56巡航飛行船
チームカポニエールの支援用飛行船。ヤコブレフ製。元は蘇同盟側陣営で広く用いられている小型汎用飛行船で、偵察や哨戒、船団護衛などに使用される。
カグヤマと同様に複葉の主翼を有し、戦闘用飛行機と空中戦を行えるほどに良好な運動性を持つ。武装は五十七粍榴弾砲2門、十四粍半機関砲3門。
Tu-162と同様に「通勤大戦争」に登場したメカである。
KV-25超重戦車改
移動要塞とも称される多砲塔重戦車。もともとは先の大戦の後にソ連で開発されたもので、作中では革命軍が使用する車両が登場した。
革命軍で用いられているものは長期遊撃戦用に改造されている。
M3中戦車
実在の中戦車で車体後部に代燃炉が装備されている。国府軍が使用していた。
SKSカービン銃
実在の小銃で30連発弾倉を装備している。チームフレ・イメラのメンバーが使用していた。
八〇式機関短銃
国防軍の制式機関短銃。欧羅でハイジャック鎮圧に威力を発揮したHK式機関短銃の国産型。
一部の特殊部隊で使用されるほか、将校・下士官・戦車兵などの自衛火器として配備されている。
チームムラクモにも1丁のみ配備されシャチョーが使用していた。
MP5とMP18を組み合わせたような外観をしており、放送当時の書籍にはMP18として紹介していたものもあった。
元は『甲鉄傳紀』の一編「オーニソプター」に登場したメカである。
六六式擲弾筒
八九式重擲弾筒の改良型。反動を抑えて腰溜め水平射撃が可能となっており、木製銃床を有するグレネードランチャー型もある。
カントクが使用していた。
刺突爆雷
かつて本土防衛戦で使用されていた、棒の先に地雷を取り付けた兵器。
カントクがありあわせの資材で組み立てたと思われるものをエージが所持していた。
トカレフTT-33
実在の自動拳銃。ウカジが使用していた。
民國五一年式自動貨車
シャオ・シーのジャンク店で使用されていた三輪トラック。その名の通り国府軍の払い下げ品である。
ゲルリッヒ砲と共にチームムラクモが手に入れて支援車両として使用していた。
An-68快速飛行船
チームフレ・イメラの支援用飛行船。アントノフ製。共和国で緊急輸送用に用いられており、ろ式閃光弾をウカジへ送り届けた。
ろ式閃光弾
アイヌモシリ民主共和国で研究が進められていた新型爆弾。名称は「閃光弾」とされているが、一発で無人島や街を消滅させられる威力を持つ一種の大量破壊兵器である。
サイズは大きく異なるが、外見は九七式手榴弾に酷似している。
富士
シャチョーの回想シーンに多く登場する三輪自動車。皇国では国民的小型乗用車として広く流通している。
後に制作された「うるさい相手」以降の作品にも登場している。
外観は富士自動車・フジキャビンに酷似している。
伊勢
皇国で国民的小型乗用車として広く流通している三輪自動車。
大陸でも広く出回っているようで国府軍が屋根上に機関銃を搭載し都市内の警備車両として用いていた。
『甲鉄傳紀』の一編「ウシガエル」にも一瞬だけ登場している。
外観はイソ・イセッタ／BMW・イセッタに酷似している。

## スタッフ
- 原作・監督・メカ・美術設定：塚原重義
- 脚本：浦沢義雄、塚原重義
- キャラクター原案：関修一
- キャラクター設定：本間美冴、堤心平、塚原重義
- 音楽：アカツキチョータ
- 効果音：吉村広幸
- 録音：渋江博之
- 3DCG：ヨモギダ
- 背景：佐々木このみ
- 作画：堤心平、本間美冴、三田潤、熊田幸、杉本研太郎、山脇光太郎

### 声の出演
- 谷中エージ：佐久間麻未
- 千駄木イシロー（シャチョー）：坂本頼光
- 根津アキラ：豊島雄太
- 吉備原イセリ：佐土原かおり
- 五木リンタロー：FROGMAN
- シュマリ：須賀裕太
- イワン・ゴンチャロフ、スコット・トレース：神野祐希
- スカヤ・ゴンチャロフ、千駄木ミキ（シャチョーの妻）：川西彩子
- ユン：尾崎文
- シャオ・シー（ジャンク店店長）：すなふえ
- マオ隊長（革命軍リーダー）：本田真視
- 国府軍チャン隊長：土屋純平
- カイジ（シュマリの家来）：田村慧
- サチ（共和国軍副官）：亜沙

## 各話リスト
| 話数   | 放送日        | サブタイトル           |
| ------ | ------------- | ---------------------- |
| 第1話  | 2007年1月15日 | 熱砂大横断             |
| 第2話  | 2007年1月22日 | 突破大作戦             |
| 第3話  | 2007年1月29日 | 叢雲夜曲               |
| 第4話  | 2007年2月5日  | 馬鹿が熱砂にやって來る |
| 第5話  | 2007年2月12日 | 大脱出                 |
| 第6話  | 2007年2月19日 | 近すぎた橋             |
| 第7話  | 2007年2月26日 | 熱砂眞空地帯           |
| 第8話  | 2007年3月5日  | 燃ゆる要塞都市         |
| 第9話  | 2007年3月12日 | 続燃ゆる要塞都市       |
| 第10話 | 2007年3月19日 | 閣下のいちばん長い日   |
| 第11話 | 2007年3月26日 | 大陸行進曲             |

熱砂の記憶 アームズラリー同行写真記
『ファイテンション☆デパート』DVD本館Vol.3収録の特別編。チーム・クルセーダーに同行した連合王国記者ジェフ・ロイディによるアームズラリーの取材記録。静止画のみ。